# Манусела
Манусела (на индонезийски: Taman Nasional Manusela) е национален парк в Индонезия. Намира се в централната част на остров Серам, който е част от Молукските острови. В биогеографско отношение паркът попада в Уоласеа, район характерен с висока ендемичност и разнообразие на видове.

## История
През 1972 г. в централната част на остров Серам са обособени два природни резервата. Това са Вае Нуа с площ от 20 000 хектара и Вае Муал, заемащ територия от 17 500 хектара. В резултат на редица изследвания на района през 1978 г. е предложено териториите на двата резервата да бъдат обединени. Национален парк Манусела е създаден през 1997 г. и заема площ от 1890 km2. Тази площ заема 11% от площта на остров Серам.

## Човешко присъствие
На територията на национален парк Манусела се намират четири села: Манусела, Иллена Марайна, Селумена и Канике. Манусела се нарича една от планините намиращи се в парка. На езика на местните жители името означава „птица на свободата“.

## Флора
на територията на Манусела са характерни растенията Avicennia, Dryobalanops и Pandanus, видовете Alstonia scholaris, Terminalia catappa, Shorea selanica, Octomeles sumatrana, Bruguiera sexangula, Melaleuca leucadendra, Pometia pinnata, Rhizophora acuminata и различни видове орхидеи.

## Фауна
Паркът е известен с птичото многообразие и най-вече с високата степен на ендемизъм. От известните 118 вида птици, които го населяват 15 от тях са ендемични. Такива са благороден папагал, Lorius domicella, молукско какаду, Todiramphus lazuli, Todiramphus sanctus, Philemon subcorniculatus, Alisterus amboinensis, Tephrozosterops stalkeri, Symposiachrus boanensis и Tyto almae.
Бозайниците характерни за парка са както плацентни гризачи, така и торбести характерни за Австралия. Планинските части на Серам притежават значително ендемично разнообразие от видове като някои от тях са ограничени само до района на парка. Такива са например Rhynchomeles prattorum, Pteropus chrysoproctus, Pteropus ocularis, Melomys fraterculus, Rattus feliceus и Nesoromys ceramicus.

## Заплахи и опазване
Голяма заплаха за парка се крие в неговото незаконно обезлесяване с цел дърводобив. Манусела обхваща 48% от гората на остров Серам и представлява апетитна цел за нелегалните дървосекачи. Друга заплаха се крие в незаконната търговия с диви птици и особено тази с ендемичния вид молукско какаду. Популацията на този вид какаду е сериозно застрашена поради лова и разрушаването на местообитанието му, а паркът остава последната му крепост. За пръв път през 2006 г. девет какаду са освободени в дивата природа, след като са били конфискувани от контрабандист през 2004 г.